# XLR81-BA-5
XLR81-BA-5 (także: Bell 8048) – amerykański silnik rakietowy. Był używany w członie Agena A rakiet Thor Agena A i Atlas Agena A.
Używano również wariantu silnika oznaczonego XLR81-BA-3.